# Oostelijke Eilanden
Oostelijke Eilanden è un quartiere dello stadsdeel di Amsterdam-Centrum, nella città di Amsterdam.